# 尉迟伏师战
尉迟伏师战（？—？），《旧唐书》作尉迟伏师，姓尉迟氏，8世纪前期于阗国王。
尉迟璥去世后，尉迟眺企圖反唐，被杜暹殺死。开元十六年（728年），唐玄宗册封尉迟伏师战为于阗王，毗沙都督府都督。在位期间，和唐朝中央政府保持和好关系，多次遣使朝贡唐朝。
| 前任： 尉迟眺 | 于阗国王 728年—？ | 繼任： 尉迟达 |